# Garotina
La garotina (Psammechinus microtuberculatus) és un equinoïdeu de la família Parechinidae. Anteriorment era conegut com a Echinus microtuberculatus i es creia que era del gènere Echinus.

## Descripció
És un eriçó de mar petit, marró, herbívor i gairebé esfèric. Té petites espines de color verdós o blanquinós. Creix fins a un diàmetre màxim de 5 centímetres.

## Distribució
La garotina es troba a l'Oceà Atlàntic occidental i oriental, al mar Adriàtic i al mar Egeu. També es troba a tota la mar Mediterrània tot i que és força rar.

## Hàbitat
L'espècie habita a la zona bentònica a profunditats entre 1 i 685 metres. Prefereix viure prop d'àrees sorrenques i es pot trobar sobre superfícies dures de fang o roca.

## Comportament
La garotina és capaç de presentar camuflatge protectiu.

## Paràsits
Psammechinus microtuberculatus té els següents ectoparàsits:
- Asterocheres minutus (Claus, 1889)
- Asterocheres violaceus (Claus, 1889)